# Donji Laduč
Donji Laduč falu Horvátországban Zágráb megyében. Közigazgatásilag Brdovechez tartozik.

## Fekvése
Zágráb központjától 21 km-re, községközpontjától 4 km-re északnyugatra a Száva völgyében, a Zágrábot Ljubljanával összekötő vasútvonal mellett fekszik.

## Története
Laduč első írásos említése 1446-ban történt. 1672-ben mát állt itt egy fakápolna és ebben az évben egy új építésébe kezdtek. A kápolna mai formáját 1835-ben nyerte el. A település első iskolája 1851-ben nyílt meg. Fejlődésében meghatározó jelentőségű volt a Zágrábot Ljubljanával összekötő vasútvonal megépülése, melynek vasútállomása van a faluban. Önkéntes tűzoltó egyletét 1920-ban alapították.
1857-ben 342, 1910-ben 630 lakosa volt. Trianon előtt Zágráb vármegye Zágrábi járásához tartozott. 2011-ben a falunak 825 lakosa volt.

## Lakosság
| Lakosság változása | Lakosság változása | Lakosság változása | Lakosság változása | Lakosság változása | Lakosság változása | Lakosság változása | Lakosság változása | Lakosság változása | Lakosság változása | Lakosság változása | Lakosság változása | Lakosság változása | Lakosság változása | Lakosság változása | Lakosság változása |
| ------------------ | ------------------ | ------------------ | ------------------ | ------------------ | ------------------ | ------------------ | ------------------ | ------------------ | ------------------ | ------------------ | ------------------ | ------------------ | ------------------ | ------------------ | ------------------ |
| 1857               | 1869               | 1880               | 1890               | 1900               | 1910               | 1921               | 1931               | 1948               | 1953               | 1961               | 1971               | 1981               | 1991               | 2001               | 2011               |
| 342                | 406                | 442                | 513                | 570                | 630                | 702                | 734                | 753                | 736                | 659                | 642                | 591                | 625                | 745                | 825                |